# Славшина
Славшина (словен. Slavšina) — поселення в общині Светий Андраж-в-Словенських Горицях, Подравський регіон‎, Словенія.